# Лотос жёлтый
Ло́тос жёлтый, или лотос американский (лат. Nelumbo lútea) — травянистое водное растение рода Лотос (Nelumbo) монотипного семейства Лотосовые (Nelumbonaceae).

## Описание
Растение многолетнее. 
Листья — надводные, черешковые, круглые, до 70 см диаметром. 
Цветки — жёлтого или кремового цвета, с приятным ароматом, достигают в диаметре 20-25 см. Растёт на озёрах, болотах, затопленной местности. Черешки листьев достигают длины 2 м. Начинают цвести с поздней весны до лета. Клубневидный корень используется в пищу. Аборигены Северной Америки способствовали его распространению по всему континенту, используя семена и корневища для еды. 

## Распространение
Распространён в Северной и Южной Америке, на Антильских и Гавайских островах.

## Галерея
| Общий вид | Цветок | Листья и бутоны |